# Temple de Confucius de Kaohsiung
Le temple de Confucius de Kaohsiung (chinois traditionnel : 高雄孔子廟 ; pinyin : Gāoxióng Kǒngzǐ Miào) est un temple confucéen, dédié donc, à la mémoire de Confucius près de l'étang du Lotus (en), dans le district de Zuoying, dans la ville taïwanaise de Kaohsiung.